# Архипенко, Александр Тимофеевич
Александр Тимофеевич Архипенко (род. 15 октября 1911 году, в селе Нивки, Гомельская область - умер 4 сентября 1975 году) — комбайнёр Баррикадной МТС Исилькульского района Омской области. Герой Социалистического Труда (11.01.1957).

## Биография
Родился в 1911 году в селе Нивки Гомельского уезда Могилёвской губернии в семье украинца. В 1920-х годах вся семья переехала в Сибирь, в Омскую область, Шербакульский район. 
В 1930 году вступил в колхоз "Восход". Был призван в Красную Армию. С 1936 года начал работать трактористом. 
После увольнения из армии окончил Тюменскую сельскохозяйственную школу. Работал комбайнёром в Екатеринославской МТС, а затем перешёл в Баррикадную МТС. При освоении целинных земель достиг высоких показателей в работе. За сезон 1956 года на сцепе двух комбайнов "Сталинец-6" убрал 950 гектаров посевов и собрал 1890 тонн зерна.
Указом от 11 января 1957 года за достижения высоких производственных результатов в сельском хозяйстве Александр Архипенко был удостоен звания Герой Социалистического Труда с вручением ордена Ленина и золотой медали «Серп и Молот».
В дальнейшем продолжал работать в колхозе "Сибирь" в селе Маргенау Исилькульского района.
Жил в селе Маргенау. Умер в 4 сентября 1975 году. Похоронен на сельском кладбище.

## Награды
Имеет следующие награды, за трудовые успехи:
- Герой Социалистического Труда (11.01.1957);
- Орден Ленина (11.01.1957);
- Орден Трудового Красного Знамени (27.04.1951).

## Память
- В 2013 году на здании школы в селе Маргенау открыта мемориальная доска в честь Героя;
- Ежегодно проводится волейбольный турнир имени Архипенко.